# 7月15日殉教者の橋

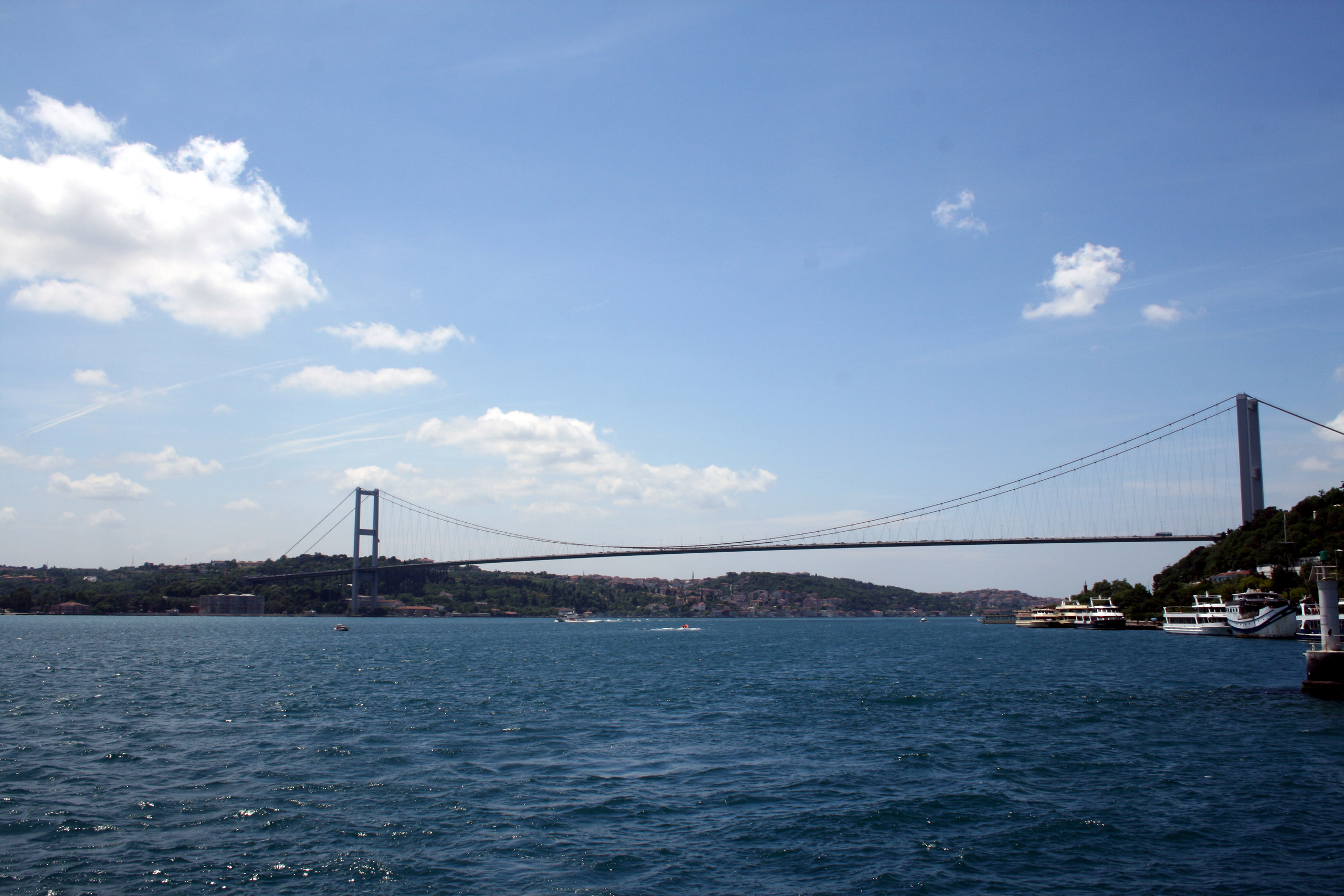
7月15日殉教者の橋

7月15日殉教者の橋（しちがつじゅうごにちじゅんきょうしゃのはし、トルコ語: 15 Temmuz Şehitler Köprüsü、英語: July 15 Martyrs' Bridge）は、トルコのイスタンブールでボスポラス海峡に架かる吊橋である。
かつてはボスポラス橋もしくはボスポラス大橋(The Bosphorus Bridge)と呼ばれ、ボスポラス海峡に架かるもう一つのボスポラス橋（ファーティフ・スルタン・メフメト橋・通称第二ボスポラス大橋）と区別するため、第一ボスポラス大橋と呼ばれることもあった。

## 歴史
ボスポラス海峡への架橋は、1957年に当時のアドナン・メンデレス首相によって決定された。完成は1973年10月30日、トルコ共和国建国50周年記念日の翌日のことである。
2016年7月15日に軍の一部が起こしたクーデター未遂事件では兵士が橋を封鎖し、これに抵抗した市民が犠牲になるなど象徴的な場所となった。7月25日、ビナリ・ユルドゥルム首相により現在の名称に改称されることが発表された。
建設から30年以上経過したうえ、想定交通量を大きく上回る交通量があることから、大型貨物車両の通行制限を行わざるを得ないほど劣化が進んでいたことを受けて、2013年12月から2019年3月にかけて、IHIインフラシステムなどの共同企業体が大規模修繕工事を実施した。この工事では、従来斜めに張られていた240本のハンガーロープを鉛直に張り直す作業を交通開放した状態で実施するという世界初の試みが行われるなど「質の高いインフラ」の輸出に貢献したとして、2021年6月18日に第4回JAPANコンストラクション国際賞・建設プロジェクト部門において国土交通大臣表彰が授与された。

## 概要
- 全長 - 1,510m
- 中央支間長 - 1,074m
- 幅員 - 39m（6車線）
- 高さ - 64m
- 主塔の高さ - 105m

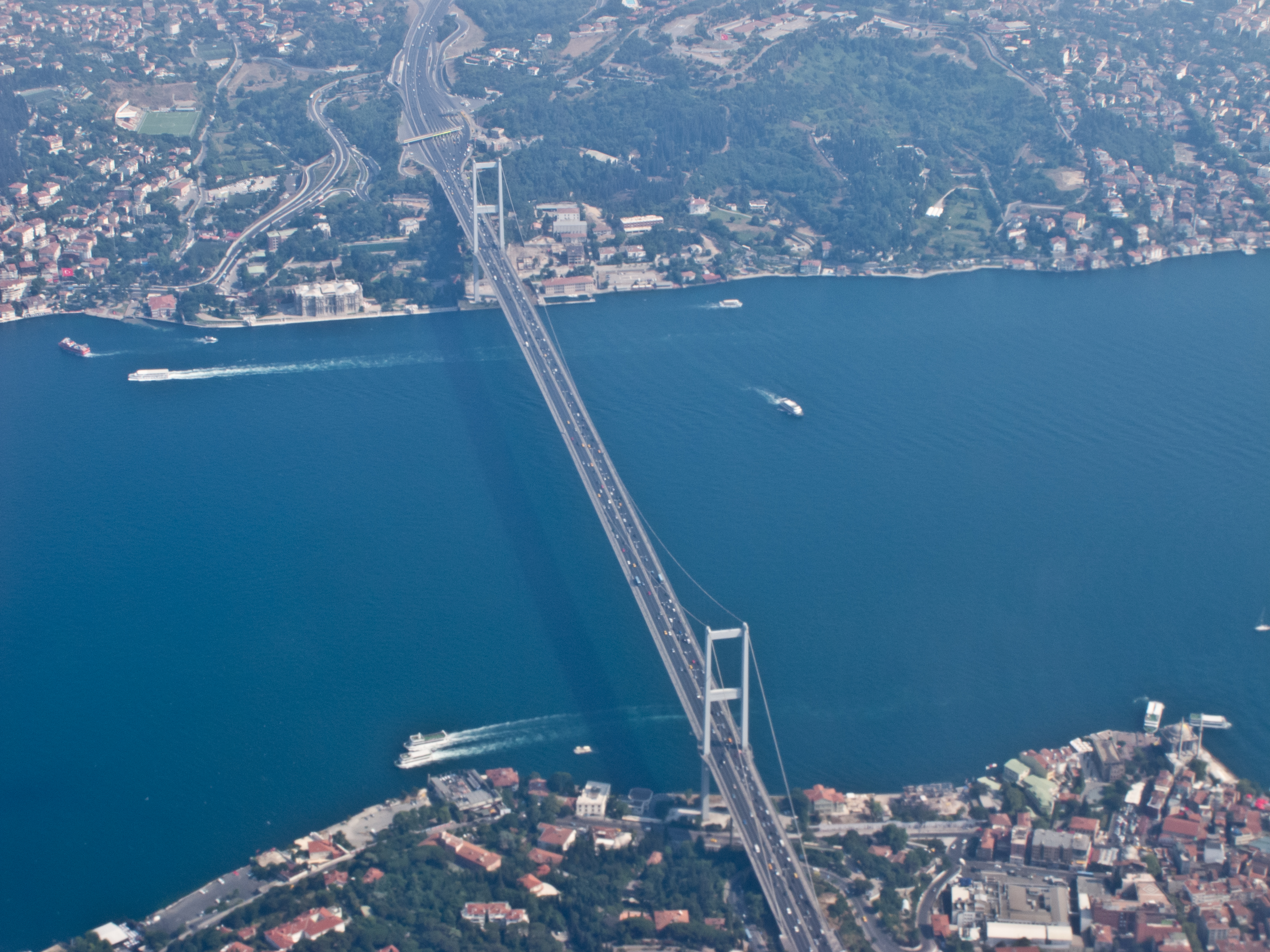

全体の負荷がかかる橋梁中央部では、90cm程度たわんでいる。

## 交通
交通量は約180,000台/日である。平日は時間帯により中央線の位置が変わる。平日朝の通勤時間帯は交通の多くがヨーロッパ側へ向かう西行きのため、6車線のうち4車線が西行き交通に割り当てられている。一方、平日夕方は4車線がアジア側へ向かう東行き交通に割かれ、西行きは2車線のみとなる。開通後4年間は塔内エレベーターを用いて橋を歩いて渡ることができたが、現在では歩行者や商用車の通行は禁止されている。
橋の東側に料金所が設置されており、ヨーロッパ側からアジア側へ向かう車両に限り通行料が課される。支払いは、OGSと呼ばれる料金自動収受システムもしくはKGSと呼ばれるプリペイドカードシステムに完全移行し、2006年より現金による支払いはできない。

## その他
- 2009年12月14日、日本のコメディアン、間寛平がアースマラソンの走破横断手段として、現在歩行者の通行が許されていない第一ボスポラス橋を通行した。車道から橋に入り、走破横断した。